# Louis Thiry
Louis Thiry (* 15. Februar 1935 in Fléville-devant-Nancy; † 27. Juni 2019) war ein französischer Komponist, Organist und Musikpädagoge. Er war Lehrer am Conservatoire National de Région de Rouen.

## Werdegang
Neben dem Unterricht gab er Konzerte, widmete sich Rundfunksendungen und Musikaufnahmen und nahm an zahlreichen Festivals auf der ganzen Welt teil. Sein Repertoire reichte vom 13. bis zum 20. Jahrhundert. Er beschäftigte sich auch mit mittelalterlicher Musik. Durch Johann Sebastian Bachs Werk wurde er immer wieder zu Studien angeregt. Er nahm die Kunst der Fuge und das Wohltemperierte Klavier auf. Louis Thiry hatte eine Vorliebe für Komponisten des 20. Jahrhunderts, insbesondere für Jean-Pierre Legay, Alain Mabit und Olivier Messiaen. Neben seiner Tätigkeit als Solist spielte Louis Thiry auch in Ensembles und arbeitete oft mit verschiedenen Sängern und Instrumentalisten zusammen, insbesondere Henri Ledroit und Patrick Bismuth. Er hatte die Spielerlaubnis für die historischen Lefebvre-Orgeln (18. Jahrhundert) in der Chapelle du Centre Hospitalier Universitaire „Charles Nicolle“ in Rouen.

## Aufnahmen (Auswahl)
- Olivier Messiaen
  - Das Orgelwerk (3CDs), 2008
  - La Nativité du Seigneur (Die Geburt des Herrn), 1972, (CD) 2004
  - L' Ascension (Die Himmelfahrt (Christi)) (CD) 2001
- Johann Sebastian Bach
  - Die Kunst der Fuge, BWV 1080 (CD) 1993
  - Das wohltemperierte Klavier (Gesamtaufnahme), (CD) 1995
- Guillaume de Machaut
  - Transkriptionen für Orgel, (CD) 1993